# Смирнов, Борис Александрович (лётчик)
Бори́с Алекса́ндрович Смирно́в (18 октября 1910, Самара — 17 мая 1984) — советский лётчик-ас истребительной авиации, участник Гражданской войны в Испании, боевых действиях в районе Халхин-Гола и Великой Отечественной войны, Герой Советского Союза (17.11.1939). Генерал-майор авиации (19.04.1945).

## Биография
Родился 18 октября 1910 года в Самаре в семье служащего, русский. Окончил 7 классов. Работал грузчиком в порту, рабочим на лесопильном заводе в Самаре. Учился в аэроклубе.
В Красной Армии с декабря 1930 года. Окончил в 1933 году 7-ю военную школу лётчиков имени Сталинградского Краснознамённого пролетариата в Сталинграде. С декабря 1933 года служил младшим лётчиком истребительной авиационной бригады ВВС Московского военного округа в Люберцах, в 116-й истребительной авиаэскадрилье: старший лётчик, командир звена, помощник командира отряда.
С 14 июня 1937 по 17 января 1938 под псевдонимом “Мануэль Лопес Горей” старший лейтенант Б. А. Смирнов участвовал в качестве лётчика-добровольца и командира эскадрильи в Гражданской войне в Испании. Налетал 200 часов, лично сбил 2 самолёта и 1 в группе.
После возвращения в СССР ему было присвоено воинское звание майора, в мае 1938 года он был назначен помощником командира 116-го истребительного полка ВВС Московского военного округа, с июня 1938 — старший инспектор Главной лётной инспекции ВВС РККА. Принимал участие в воздушных парадах над Красной площадью.
С 29 мая по 7 сентября 1939 года участвовал в боях на реке Халхин-Гол. Был направлен в район боёв в составе особой группы наиболее подготовленных лётчиков под командованием комкора Я. В. Смушкевича. На Халхин-Голе получил назначение инспектором по технике пилотирования 70-го истребительного авиационного полка. Совершил 70 боевых вылетов, провёл 9 воздушных боёв и лично сбил 4 самолёта.
Указом Президиума Верховного Совета СССР от 17 ноября 1939 года за умелое командование и проявленный личный героизм при выполнении правительственного задания майору Смирнову Борису Александровичу присвоено звание Героя Советского Союза с вручением ордена Ленина и медали «Золотая Звезда».
После возвращения из Монголии в сентябре 1939 года направлен в оперативную группу ВВС при штабе 12-й армии Киевского военного округа, участвовал в походе войск Красной Армии в Западную Украину. После его завершения продолжил службу в Главной лётной инспекции, с октября 1940 года — инспектор по технике пилотирования Управления ВВС Красной Армии. С 5 марта 1940 – полковник. На этой должности встретил начало войны. В августе 1942 года назначен заместителем начальника Управления формирования и боевой подготовки Управления ВВС РККА.
Воевал на фронтах Великой Отечественной войны с февраля 1943 года, когда был назначен командиром 288-й истребительной авиационной дивизии 1-го смешанного авиационного корпуса. Дивизия воевала в 17-й воздушной армии на Юго-Западном и 3-м Украинском фронтах. Во главе дивизии участвовал в Курской битве, Изюм-Барвенковской, Донбасской наступательных операциях, в битве за Днепр, в Никопольско-Криворожской, Березнеговато-Снигиревской, Одесской, Ясско-Кишинёвской, Белградской, Будапештской, Балатонской оборонительной и Венской наступательной операциях. Лично выполнил 21 боевой вылет на истребителях Як-1 и Як-3. За время войны 19 раз удостоен благодарности Верховного Главнокомандующего. За отличия в боях дивизии дважды было присвоено почётное наименование и она именовалась «Павлоградско-Венской», а также дивизия была награждена орденами Красного Знамени и Суворова.
После победы продолжил командовать дивизией (вошла в состав Южной группы войск). С февраля 1946 года — старший помощник генерал-инспектора ВВС Красной Армии по истребительной авиации. С мая 1946 года в отставке по болезни (болел туберкулёзом).
Жил в Москве. С 1948 по 1953 годы работал начальником Центрального аэроклуба имени В. П. Чкалова. Занимался литературной деятельностью, вёл большую общественную работу, много лет был членом редакционной коллегии журнала «Крылья Родины». Скончался 17 мая 1984 года. Похоронен в Москве на Кунцевском кладбище (участок 9—2).

Могила Б. А. Смирнова на Кунцевском кладбище Москвы.

## Награды
- Медаль «Золотая Звезда» Героя Советского Союза (медаль № 193, 17.11.1939);
- два ордена Ленина (2.03.1938; 17.11.1939);
- три ордена Красного Знамени (28.10.1937; 29.08.1939; 19.04.1945);
- орден Суворова 2-й степени (28.04.1945);
- орден Кутузова 2-й степени (13.09.1944);
- орден Богдана Хмельницкого 2-й степени (19.03.1944);
- орден Отечественной войны 1-й степени (17.09.1943);
- орден Красной Звезды (6.11.1945);
- медали СССР;

иностранные награды
- орден Красного Знамени (МНР, 18.08.1939);
- Орден «За храбрость» (Болгария);
- Орден Партизанской Звезды 2-й степени (Югославия);
- Орден Тудора Владимиреску 2-й степени (Румыния).